# Хокурю
Хокурю (яп. 北竜町 Хокурю:-тё:) — посёлок в Японии, находящийся в уезде Урю округа Сорати губернаторства Хоккайдо. Площадь посёлка составляет 158,82 км², население — 2059 человек (30 июня 2014), плотность населения — 12,96 чел./км².

## Географическое положение
Посёлок расположен на острове Хоккайдо в губернаторстве Хоккайдо. С ним граничат город Румои и посёлки Нумата, Типпубецу, Мосеуси, Урю, Масике.

## Население
Население посёлка составляет 2059 человек (30 июня 2014), а плотность — 12,96 чел./км². Изменение численности населения с 1980 по 2005 годы:
| 1980 | 3569 чел. |  |
| 1985 | 3266 чел. |  |
| 1990 | 3009 чел. |  |
| 1995 | 2785 чел. |  |
| 2000 | 2562 чел. |  |
| 2005 | 2376 чел. |  |

## Символика
Деревом посёлка считается тис остроконечный, цветком — подсолнечник однолетний.